# Liste der Monuments historiques in Paule
Die Liste der Monuments historiques in Paule führt die Monuments historiques in der französischen Gemeinde Paule auf.

## Liste der Bauwerke
| Bezeichnung                | Beschreibung              | Standort                                            | Kennzeichnung | Schutzstatus | Datum | Bild           |
| -------------------------- | ------------------------- | --------------------------------------------------- | ------------- | ------------ | ----- | -------------- |
| Tunnel von Kervoaguel      | gallo-römisch             | auch auf dem Gebiet der Gemeinde Le Moustoir (Lage) | PA22000019    | Inscrit      | 2005  | weitere Bilder |
| Tumulus von Castellaouenan | Bronzezeit                | (Lage)                                              | PA00089365    | Inscrit      | 1968  |                |
| Kapelle Notre-Dame         | Erbaut im 16. Jahrhundert | (Lage)                                              | PA00089364    | Classé       | 1920  | weitere Bilder |

## Liste der Objekte

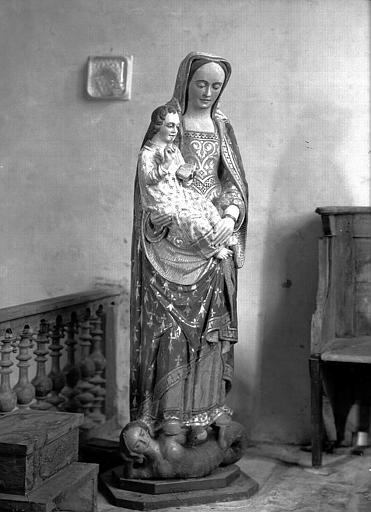
Skulptur Madonna und Kind (16. Jahrhundert) in der Kapelle Notre-Dame

- Monuments historiques (Objekte) in Paule in der Base Palissy des französischen Kultusministeriums